# Máy tính để bàn

Một minh hoạ cách điệu của máy tính để bàn, bao gồm một vỏ hộp (có chứa bo mạch chủ và bộ vi xử lý), màn hình, bàn phím và chuột

Máy tính để bàn, máy vi tính để bàn hay máy tính cố định (Tiếng Anh: desktop computer hay desktop PC) là một máy tính cá nhân được thiết kế để sử dụng thường xuyên tại một vị trí duy nhất trên bàn do kích thước và yêu cầu về điện năng tiêu thụ. Cấu hình thường gặp là vỏ máy chứa nguồn máy, bo mạch chủ (một mạch in với một bộ vi xử lý làm chức năng đơn vị xử lý trung tâm (CPU), bộ nhớ, lưu trữ, bus, và các linh kiện điện tử khác), đĩa lưu trữ (thường gồm một hay nhiều ổ đĩa cứng, ổ đĩa quang, và ở các phiên bản đời đầu thì có ổ đĩa mềm); một bàn phím và chuột làm đầu vào; và một màn hình máy tính, loa, và thường có một máy in làm đầu ra. Vỏ máy được các nhà sản xuất định hướng theo chiều ngang đặt dưới màn hình hoặc chiều dọc và đặt bên dưới, bên cạnh hoặc trên bàn làm việc.

### Nguồn gốc

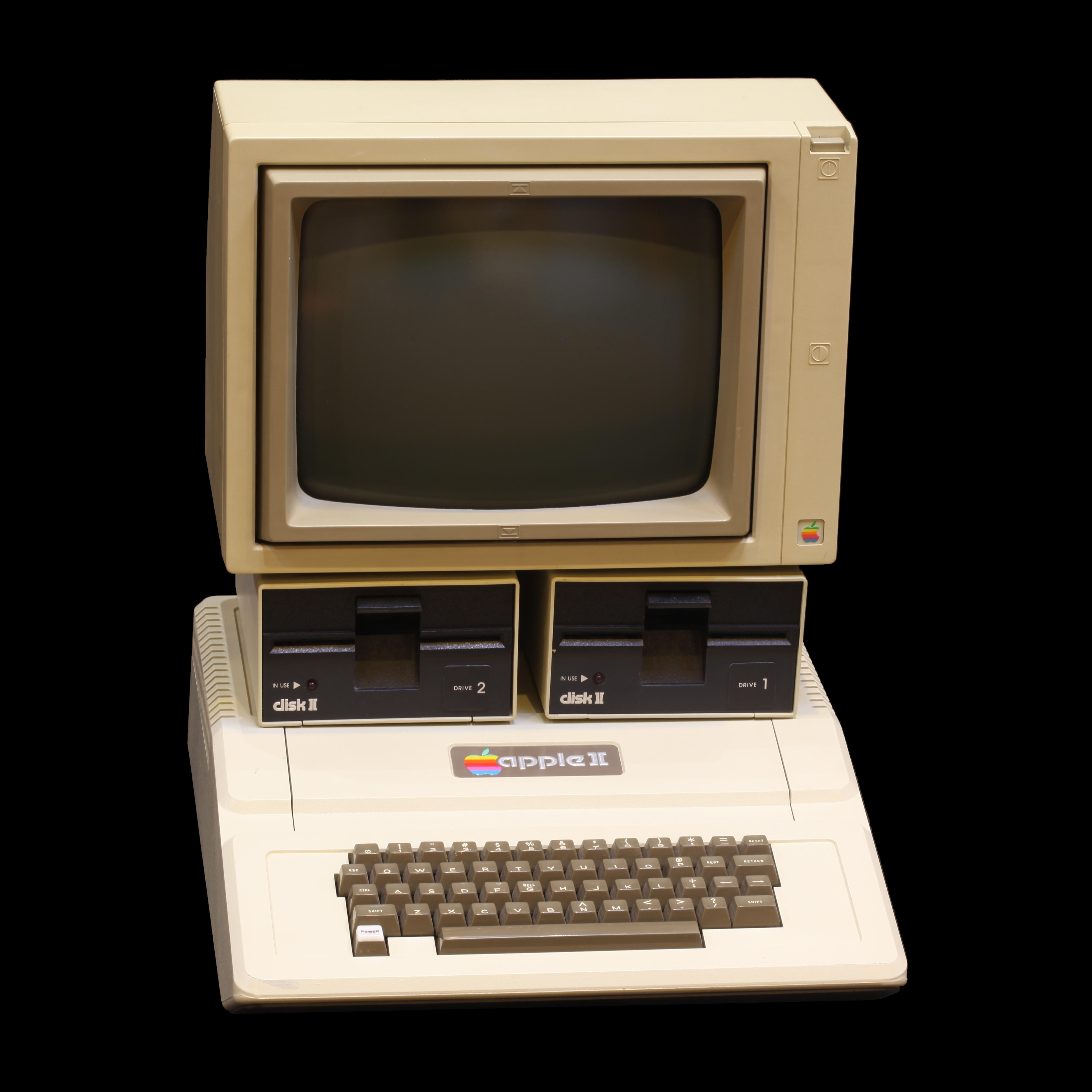
Máy tính Apple II trưng bày trong bảo tàng Musée Bolo.

### Lớn mạnh và phát triển

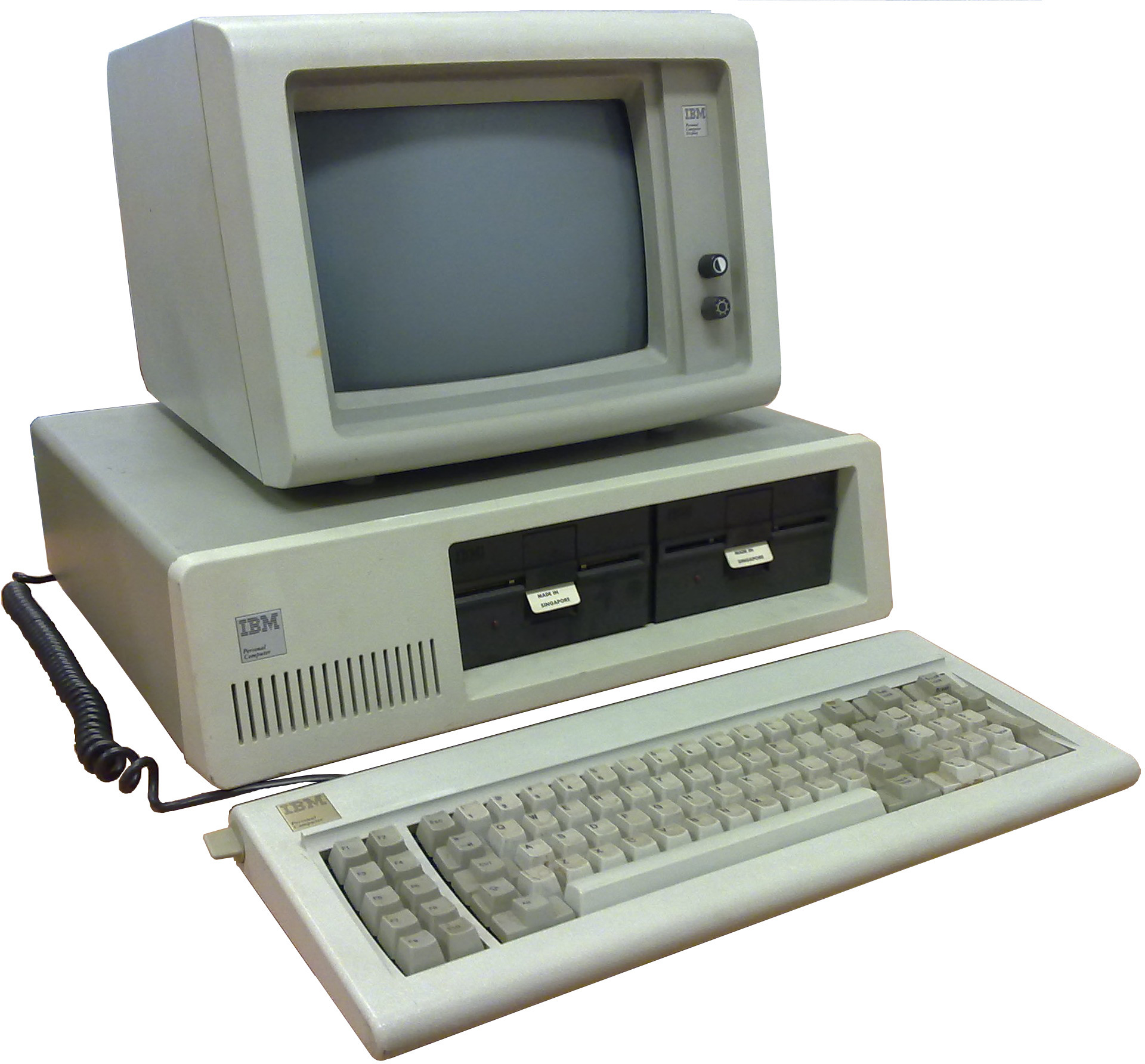
Máy tính cá nhân IBM 5150

## Lịch sử